# شب به خیر، ترنا
شب به خیر، ترنا رمانی از جمال‌الدین اکرمی است که در سال ۱۳۹۵ از سوی نشر کانون پرورش فکری کودکان و نوجوانان منتشر و در سال ۲۰۱۸ در فهرست کلاغ سفید قرار گرفت. این اثر به موضوع مهاجرت و تاثیرات آن بر نوجوانان می‌پردازد. فیلمنامۀ این رمان به قلم ابراهیم فروزش، کارگردان سینمای کودک و نوجوان ایران، برای کانون پرورش فکری نوشته شده است.

## طرح داستان
رمان شب به خیر ترنا درباره پسر نوجوانی به نام سیناست که همراه خواهرش ترنا و پدرش به کشور کانادا مهاجرت کرده. انتظار سینا و ترنا برای دعوت شدن مادر توسط پدرشان، و پیوستن مادر به آن‌ها به جایی نمی‌رسد، چرا که پدر تصمیم خود را گرفته و زندگی تازه‌ای را آغاز کرده است.
سینا و ترنا هر یک جداگانه به تصمیم پدر برای نیامدن مادر به آن جا پی برده‌اند و هر کدام به سهم خود تلاش می‌کند این حقیقت تلخ را از دیگری پنهان کند، چرا که ترنا دچار افسردگی شده و سر از بیمارستان درآورده. سینا هم دست از تحصیل کشیده، به کار کردن و فراهم کردن هزینه‌های خود و خواهرش روی آورده است. پدر نیز برای کار به شهر دیگری رفته و نسبت به وظایف پدری‌اش کوتاهی می‌کند.

## افتخارات
- برندۀ جایزۀ دوم بخش کتاب‌های چاپ نشده جشنوارۀ پرندۀ آبی در سال ۱۳۹۵[۴]

- نامزد جایزۀ کتاب سال در بخش تالیف رمان کودک و نوجوان در سی و پنجمین دوره کتاب سال جمهوری اسلامی در سال ۱۳۹۶[۵]
- نامزد دور نهایی هفدهمین جشنواره شهید حبیب غنی‌پور در سال ۱۳۹۶[۶]
- از کتاب‌های راه یافته به فهرست کلاغ سفید در سال ۲۰۱۸[۷]